# Президент на Хърватия
Президентът на Хърватия (на хърватски: Predsjednik Hrvatske) е държавният глава на страната. Той се избира на всеки пет години чрез преки избори, като има право на едно преизбиране. Длъжността е създадена на 22 декември 1990 г.
Въпреки че се ползва с имунитет, президентът подлежи на импийчмънт при нарушение на конституцията. В случай на временна или постоянна невъзможност на президента да изпълнява задълженията си, председателят на парламента поема длъжността временно като изпълняващ длъжността президент, докато президентът възобнови задълженията си или до избирането на нов президент в рамките на 60 дни. На президента е забранено да изпълнява други обществени или професионални задължения, докато е на поста.

## Правомощия, задължения и отговорности
Президентът поддържа редовното и координирано функциониране и стабилността на системата на националното управление и защитава независимостта и териториалната цялост на страната. Президентът има право да свиква редовни и извънредни избори за хърватския парламент (по начин, определен от конституцията), както и да свиква референдуми. Президентът официално назначава министър-председателя въз основа на съотношението на силите в парламента и проведени консултации с лидерите на парламентарно представените партии, помилва и връчва ордени и други държавни награди. Президентът и правителството си сътрудничат при провеждането на външната политика. Президентът също така е главнокомандващ на хърватските въоръжени сили. Той назначава също директора на Агенцията за сигурност и разузнаване. Президентът може да разпусне парламента при обстоятелства, предвидени в конституцията.

## Списък на президентите
| #  | Име                      | Мандат          | Политическа партия             |
| -- | ------------------------ | --------------- | ------------------------------ |
| 1. | Франьо Туджман           | 1990 – 1999     | Хърватска демократична общност |
| 2. | Владко Павлетич (и.д.)   | 1999 – 2000     | Хърватска демократична общност |
| 3. | Златко Томчич (и.д.)     | 2000 – 2000     | Хърватска селска партия        |
| 4. | Степан Месич             | 2000 – 2010     | независим                      |
| 5. | Иво Йосипович            | 2010 – 2015     | независим                      |
| 6. | Колинда Грабар-Китарович | 2015 – 2020     | независима                     |
| 7. | Зоран Миланович          | 2020 - действащ | Социалдемократическа партия    |